# Анговил о Плен
Анговил о Плен (фр. Angoville-au-Plain) насеље је и општина у северној Француској у региону Доња Нормандија, у департману Манш која припада префектури Шербур-Октевил.
По подацима из 2011. године у општини је живело 52 становника, а густина насељености је износила 9,15 становника/km². Општина се простире на површини од 5,68 km². Налази се на средњој надморској висини од 12 метара (максималној 32 m, а минималној 2 m).

## Демографија
| 1962. | 1968. | 1975. | 1982. | 1990. | 1999. | 2011. |
| ----- | ----- | ----- | ----- | ----- | ----- | ----- |
| 65    | 81    | 59    | 44    | 44    | 53    | 52    |

График промене броја становника у току последњих година